# ستيفن روس هاريس
ستيفن روس هاريس (بالإنجليزية: Stephen Ross Harris)‏ هو محامي وسياسي أمريكي، ولد في 22 مايو 1824 في مقاطعة وين في الولايات المتحدة، وتوفي في 15 يناير 1905 في بوسايروس في الولايات المتحدة. حزبياً، نشط في الحزب الجمهوري. وقد انتخب عضو مجلس النواب الأمريكي.